# 16. Königlich Bayerische Infanterie-Division
Die 16. Infanterie-Division war ein Großverband der Bayerischen Armee im Ersten Weltkrieg.

## Gliederung

### Kriegsgliederung vom 1. Juli 1917
- 9. Infanterie-Brigade
  - 11. Infanterie-Regiment „von der Tann“
  - 14. Infanterie-Regiment „Hartmann“
  - Reserve-Infanterie-Regiment 21
  - 4. Eskadron/7. Chevaulegers-Regiment „Prinz Alfons“
- Artillerie-Kommandeur Nr. 16
  - 8. Feldartillerie-Regiment „Prinz Heinrich von Preußen“
- Pionier-Bataillon 16
  - Reserve-Pionier-Kompanie 14
  - Reserve-Pionier-Kompanie 15
  - Minenwerfer-Kompanie 16
  - Schwerer Festungs-Scheinwerferzug 4
- Fernsprech-Abteilung 16

### Kriegsgliederung vom 1. Mai 1918
- 9. Infanterie-Brigade
  - 11. Infanterie-Regiment „von der Tann“
  - 14. Infanterie-Regiment „Hartmann“
  - Reserve-Infanterie-Regiment 21
  - 4. Eskadron/7. Chevaulegers-Regiment „Prinz Alfons“
- Artillerie-Kommandeur Nr. 16
  - 8. Feldartillerie-Regiment „Prinz Heinrich von Preußen“
  - Fußartillerie-Bataillon 133
- Pionier-Bataillon 16

## Gefechtskalender
Die Division wurde erst in der zweiten Hälfte des Ersten Weltkriegs am 14. Januar 1917 gebildet und im restlichen Kriegsverlauf ausschließlich an der Westfront eingesetzt. Nach dem Waffenstillstand kehrte sie in die Heimat zurück, wo der Verband zunächst demobilisiert und am 21. Dezember 1918 schließlich aufgelöst wurde.

### 1917
- 14. bis 1. April --- Stellungskämpfe in Flandern und Artois
- 2. April bis 2. Mai --- Frühjahrsschlacht bei Arras
- 3. Mai bis 30. September --- Schlacht in Flandern
  - 7. Juni --- Schlacht bei Wytschaete und bei Messines
- 1. bis 14. Oktober --- Grenzschutz an der belgisch-holländischen Grenze
- 15. Oktober bis 22. November --- Schlacht in Flandern
- 23. bis 28. November --- Stellungskämpfe in Flandern und Artois
- ab 29. November --- Kämpfe in der Siegfriedstellung
  - 29. November --- Tankschlacht bei Cambrai
  - 30. November bis 7. Dezember --- Angriffsschlacht bei Cambrai

### 1918
- bis 31. Januar --- Kämpfe in der Siegfriedstellung
- 1. Februar bis 20. März --- Stellungskämpfe im Artois und Aufmarsch zur Großen Schlacht in Frankreich
- 21. März bis 6. April --- Große Schlacht in Frankreich
  - 21. bis 23. März --- Durchbruchsschlacht Monchy-Cambrai
  - 24. bis 25. März --- Schlacht bei Bapaume
  - 25. März --- Gefecht bei Sapignies
  - 26. März --- Kämpfe bei Courcelles
- 7. April bis 20. August --- Kämpfe zwischen Arras und Albert
- 21. August bis 2. September --- Schlacht bei Monchy-Bapaume
  - 25. bis 28. August --- Kämpfe um Thilloy
  - 30. August bis 1. September --- Kämpfe bei Frémicourt und Beaucourt
- 2. bis 27. September --- Stellungskrieg in Flandern
- 28. September bis 17. Oktober --- Abwehrschlacht in Flandern
- 18. bis 24. Oktober --- Nachhutkämpfe zwischen Yser und Lys
- 25. Oktober bis 1. November --- Schlacht an der Lys
- 2. bis 4. November --- Nachhutkämpfe beiderseits der Schelde
- 5. November --- Rückzugskämpfe vor die Antwerpen-Maas-Stellung
- ab 12. November --- Räumung des besetzten Gebietes und Marsch in die Heimat

## Kommandeure
| Dienstgrad   | Name                   | Datum                                 |
| ------------ | ---------------------- | ------------------------------------- |
| Generalmajor | Arnold Ritter von Möhl | 14. Januar 1917 bis 21. Dezember 1918 |